# Diminka
Diminka – miejscowość w Egipcie, w muhafazie Kafr asz-Szajch. W 2006 roku liczyła 8005 mieszkańców.